# 邹晓冬
邹晓冬（1964年—），瑞典华裔化学家，斯德哥尔摩大学教授。研究电子衍射在材料三维表征中的发展。诺贝尔化学委员会成员。瑞典皇家科学院院士和瑞典皇家工程科学院院士。

## 早年生活和教育
邹晓冬1984年毕业于北京大学物理系物理专业。大学毕业后进入北京钢铁学院（现北京科技大学）攻读金属物理学硕士研究生，师从电镜专家郭可信院士从事准晶研究。 后来，在中科院北京电子显微镜实验室工作。她到瑞典斯德哥尔摩大学攻读结构化学博士，导师为Sven Hovmöller。她的博士研究涉及电子晶体学以及如何利用它来理解无机和生物结构。 1995年6月，邹晓冬获得斯德哥尔摩大学结构化学系博士学位。获得博士学位后，她加入隆德大学从事博士后研究，与David Veblen一起工作。 

## 研究和职业生涯
1996年，邹晓冬加入斯德哥尔摩大学结构化学系任教，先后任助理教授、副教授。2005年，晋升为教授。
2017年，邹晓冬被选为瑞典皇家工程院的院士。2019年，邹晓冬被选为瑞典皇家科学院院士。2020年起，邹晓冬担任诺贝尔化学委员会评委。她是皇家科学院诺贝尔化学奖第一位华人女性评委。
邹晓冬利用电子晶体学揭示纳米晶体的原子结构。 她证明透射电子显微镜可用于确定沸石和介孔晶体以及金属有机框架、共价有机框架和蛋白质微晶的结构。  她开发了定量分析软件来促进电子显微镜图像的分析，特别关注三维电子衍射。  

## 奖项及荣誉
- 2002年塔格·埃兰德奖（瑞典皇家科学院自然科学技术奖）[11]
- 2008年斯德哥尔摩大学Göran Gustafsson奖[12]
- 2010年郭可信奖[11]
- 2012年瑞典化学会阿伦尼乌斯奖章[13]

## 轶事
2012年，Sven Hovmöller和邹晓冬之子Linus Hovmöller Zou在10岁时帮助发现了几种复杂晶体的原子排列，成为“英国皇家学会发表的科学论文中最年轻的作者”。

## 部分作品
- Haoquan Zheng; Yuning Zhang; Leifeng Liu; Wei Wan; Peng Guo; Andreas M Nyström; Xiaodong Zou. . 美国化学会志. 2015-12-28, 138 (3): 962–968. ISSN 0002-7863. PMID 26710234. doi:10.1021/JACS.5B11720. Wikidata Q38808504 （英语）.
- Junliang Sun; Charlotte Bonneau; Angel Cantín;  et al. . 自然. 2009-04-01, 458 (7242): 1154–1157. ISSN 1476-4687. PMID 19407798. doi:10.1038/NATURE07957. Wikidata Q51834728 （英语）.
- Matthew J Cliffe; Wei Wan; Xiaodong Zou;  et al. . 自然通訊. 2014-06-20, 5: 4176. Bibcode:2014NatCo...5.4176C. ISSN 2041-1723. PMC 4730551 . PMID 24946837. doi:10.1038/NCOMMS5176. Wikidata Q41924932 （英语）.